# Diane Bourgeois
Diane Bourgeois (née à Montréal le 14 novembre 1949) est une femme politique québécoise.

## Biographie
Elle a été élue députée à la Chambre des communes du Canada, représentant la circonscription de Terrebonne—Blainville en 2000 sous la bannière du Bloc québécois, réélue à trois reprises avant d'être défaite lors de l'élection fédérale de 2011 par la candidate néo-démocrate Charmaine Borg.
Elle fut notamment porte-parole du Bloc québécois en matière de Travaux publics et Affaires gouvernementales et Asie-Pacifique aux Affaires étrangères. Elle a été auparavant porte-parole en matière de Patrimoine Canada, de Coopération internationale, de Logement social, de Congé parental et de la Situation de la femme.
En 2015, elle est à nouveau candidate du Bloc Québécois cette fois ci dans la circonscription de Drummond. Avec 22,82 %, elle termine troisième, largement distancée par François Choquette, député néodémocrate sortant réélu avec 30,46 % des voix, et le libéral Pierre Côté, qui obtient 26,54 %.
Elle est la mairesse de la municipalité de Saint-Lucien de 2017 à 2021.

## Résultats électoraux
|       | Candidat                  | Parti          | # de voix | % des voix |
|       | Jean-Philippe Payment     | Conservateur   | +05 236,  | 9,14 %     |
|       | (sortant) Diane Bourgeois | Bloc québécois | +17 663,  | 30,84 %    |
|       | Robert Frégeau            | Libéral        | +04 893,  | 8,54 %     |
|       | Charmaine Borg            | NPD            | +28 260,  | 49,34 %    |
|       | Michel Paulette           | Vert           | +01 219,  | 2,13 %     |
| Total | Total                     | Total          | 57 271    | 100 %      |